# Slobozia-Horodiște, Rezina
Slobozia-Horodiște este un sat din cadrul comunei Horodiște din raionul Rezina, Republica Moldova.